# کسینوس

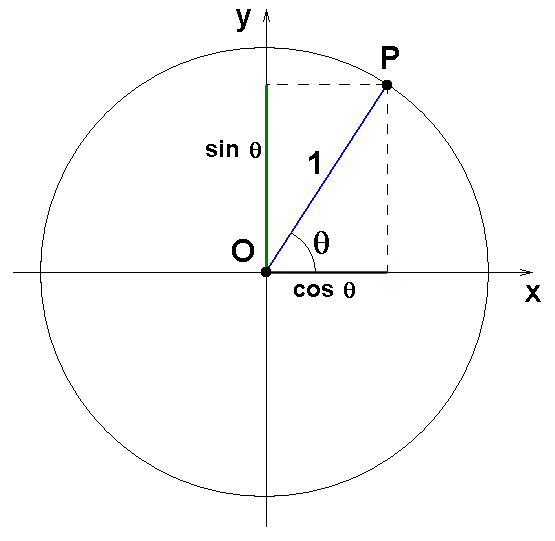
کسینوس در دایره مثلثاتی

کسینوس (به فرانسوی: Cosinus) یکی از نسبت‌های مثلثاتی است. اصطلاح قدیمی این نسبت در ریاضیات و اخترشناسی قدیم جَیب تمام بوده‌است. 

## تغییرات کسینوس
اگر در دایره مثلثاتی از زاویه صفر شروع کرده و یک دور کامل در جهت مثبت بگردیم، تغییرات کسینوس زوایا بدین صورت خواهد بود:

تابع کسینوس x

| {\displaystyle \theta } اندازه کمان | {\displaystyle 0} | {\displaystyle \nearrow } | {\displaystyle {\frac {\pi }{2}}} | {\displaystyle \nearrow } | {\displaystyle \pi } | {\displaystyle \nearrow } | {\displaystyle {\frac {3\pi }{2}}} | {\displaystyle \nearrow } | {\displaystyle 2\pi } |
| {\displaystyle \cos \theta }        | 1                 | {\displaystyle \searrow } | 0                                 | {\displaystyle \searrow } | -1                   | {\displaystyle \nearrow } | 0                                  | {\displaystyle \nearrow } | 1                     |

## تابع کسینوس
تابع کسینوس تابعی است که زاویه را به عنوان متغیر می‌پذیرد و کسینوس زاویه را به ما می‌دهد. دامنه این تابع اعداد حقیقی بوده و برد آن بازه {\displaystyle [1,1-]} است. شکل روبرو تابع {\displaystyle f(x)=\cos x}را نشان می‌دهد.